# Guitarrón argentino
El guitarrón argentino es un instrumento físicamente similar a la guitarra, con una afinación más grave y (al igual que la guitarra) con 6 cuerdas de nailon.

## Historia
La música de raíz folklórica de la región de Cuyo (región formada tradicionalmente por las provincias de Mendoza, San Juan y San Luis, en el centro-oeste argentino) se caracterizó por una formación de un grupo de tres o cuatro guitarras; las tres guitarras «punteras» fueron usadas tradicionalmente de manera «homofónica». La primera voz lleva la melodía , mientras que la segunda va a una distancia de 3.ª o 6.ª paralela descendente de la 1.ª y la tercera a una 8.ª.
Con el paso del tiempo se incorporó el «guitarrón cuyano», es decir, una guitarra de un cuerpo un poco mayor que la guitarra y una afinación una 4.ª justa" más grave. El guitarrón generalmente acompaña rítmica y armónicamente rasgueando y eventualmente puede realizar una línea de bajos (un «bordoneo») como enlace entre secciones.
Junto al desarrollo de estas prácticas en los propios ámbitos de las provincias cuyanas (de las que solo podemos recurrir a los relatos de nuestros mayores y a algún registro en audio), sin dudas que Buenos Aires fue una suerte de ‘imán’ que atrajo a los referentes de las músicas de todas las provincias, pues las posibilidades de desarrollo y de trabajo que ofrecían los sellos discográficos, la radio, las peñas, entre otros, eran sumamente atractivas.
Y en esos encuentros, la técnica virtuosa de los guitarristas cuyanos, las formas de ensamble, de arreglos, de contrapuntos y de acompañamiento en el guitarrón, empezaron a influir en otros géneros. El tango fue uno de ellos y uno de sus principales exponentes en la guitarra que incorporó a su cuarteto el guitarrón, fue el maestro Roberto Grela, quien acompañó a numerosos solistas, así como integró conjuntos instrumentales con su cuarteto de guitarras junto a bandoneonistas como Aníbal Troilo y Leopoldo Federico.
Con el paso del tiempo muchos músicos en distinto géneros (sobre todo en el tango) fueron introduciendo el formato de guitarras con guitarrón para acompañar el canto y también para la interpretación en obras instrumentales. Manteniendo, de este modo, vigencia hasta nuestros días.

## Afinación

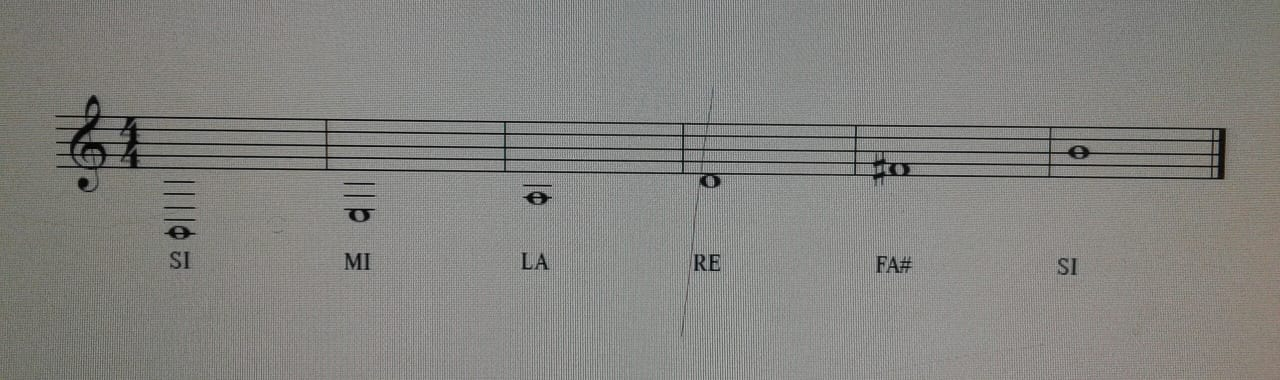
Afinación del guitarrón.

En el pentagrama de la imagen se indican las notas al aire del guitarrón.